# Li Chunfeng
En aquest nom xinès, el cognom és Li.
Li Chunfeng (xinès tradicional: 李淳風)  (Fengxiang District, 602 (Gregorià) - Chang'an, 670 (Gregorià)) (Xinès simplificat: 李淳风; pinyin: Lǐ Chúnfèng; Wade–Giles: Li Ch'un-feng; nom de cortesia: 道之) va ser un matemàtic xinès, astrònom, i historiador que va néixer al que és avui Baoji, Shaanxi durant ladinastia Sui. Durant la dinastia Tang va ser nomenat oficial de l'Agència d'Astronomia Imperial per ajudar a l'institut en una reforma de calendari. Finalment va ascendir a cap de l'Agència d'Astronomia Imperial i va dissenyar el calendari Linde. El seu pare era un oficial estatal educat i també un Taoista. Li va morir a Chang'un el 670 dC.

## Vida i obra
La dinastia Sui va ser important per unir tota la Xina. Però quan Li tenia setze anys, la dinastia Sui va caure i la dinastia Tang va prendre el relleu. No obstant això, la dinastia Tang va mantenir i enfortir les polítiques educatives i va formalitzar l'ensenyament de les matemàtiques a l'Acadèmia Imperial. El 627 va nomenar Li Chunfeng oficial de l'Agència d'Astronomia Imperial, en la qual va ser promogut a gran assistent el 641, i a director el 648, posició des de la qual va predir la caiguda de la dinastia Tang trenta anys més tard; cosa que no va succeir: la dinastia va durar fins al segle x.

## Astronomia i calendari
Li va introduir un calendari reformat que va ser anomenat el calendari Linde i que va ser promulgat el 665 i va durar fins al 728. Amb ell, va millorar la predicció de les posicions dels planetes i va incloure un “mes intercalari” que és similar a la idea d'un dia de salt.
Li va escriure un document en el qual es queixava sobre l'ús d'equipament antiquat a l'Agència d'Astronomia Imperial i va ser designat per construir una esfera armil·lar nova que va completar al 633. La seva construcció va tenir un tercer anell addicional oposat al disseny més comú de dos anells.

## Matemàtiques
Sota els emperadors Taizong (626-649) i Gaozong (649-683) les autoritats polítiques van posar molt d'èmfasi en establir texts canònics i van fomentar diversos projectes per publicar edicions d'autoritat dels texts.
Li Chunfeng va fer comentaris i va afegir correccions a diverses obres matemàtiques com, per exemple Nou Capítols en l'Art Matemàtic de Liu Hui. Amb els seus treballs, i els del seu grup, es van confegir els llibres més elementals del que més tard es coneixeria com els Deu Clàssics de Matemàtiques, mentre que els llibres més avançats semblen procedir de Zhen Luan. Aquests Deu Clàsics van ser utilitzats a les universitats imperials durant molts segles.

## Feines literàries
Li Chunfeng va contribuir al Llibre de Sui i Llibre de Jin, els quals cobreixen la història de les dinasties Sui (581-618 dC) i Jin (265-420 dC). Va escriure sobre les descobertes en astrologia, astronomia, metrologia i música d'aquests períodes.